# غاري وايس
غاري وايس (بالإنجليزية: Gary Weiss)‏ هو لاعب كرة قاعدة أمريكي، ولد في 27 ديسمبر 1955 في برينهام في الولايات المتحدة.

## وصلات خارجية
- غاري وايس على موقعبيزبول رفرنس.كوم (الدوري الرئيسي) (الإنجليزية)
- غاري وايس على موقعبيزبول رفرنس.كوم (الدوري الثانوي) (الإنجليزية)
- غاري وايس على موقع مشجعي الرسوم البيانية (الإنجليزية)